# Julius Bab

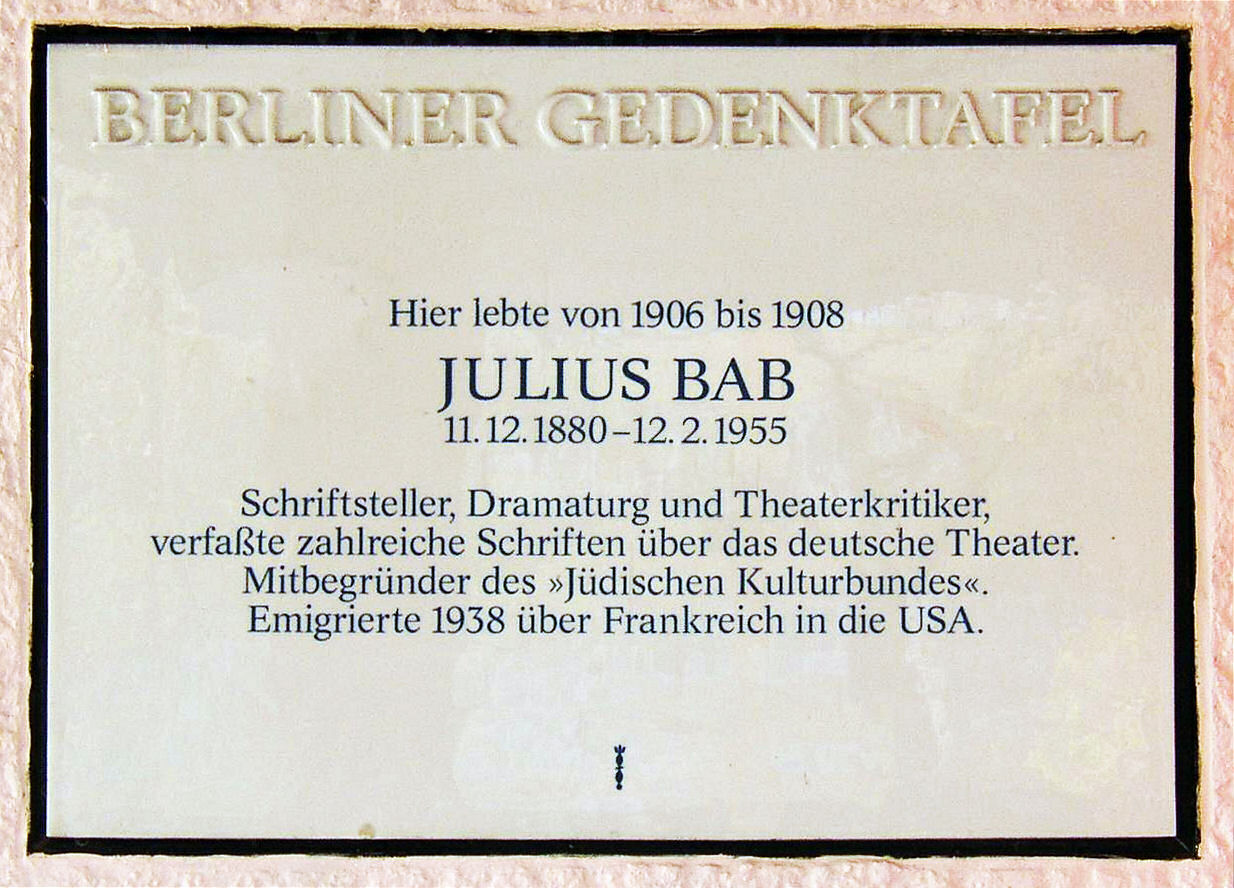
(Bundesallee 19).

Julius Bab (Berlín, 11 de diciembre de 1880- Roslyn Heights, 12 de febrero de 1955) dramaturgo y crítico literario alemán cofundador de la unión cultura de judíos alemanes (Kulturbunds Deutscher Juden), huido acuciado por el régimen nazi primero a Francia y luego a Estados Unidos. 
- Datos: Q68465
- Multimedia: Julius Bab / Q68465